# La Bouëxière
Bouëxière (bret. Beuzid-ar-C'hoadoù) – miejscowość i gmina we Francji, w regionie Bretania, w departamencie Ille-et-Vilaine.
Według danych na rok 1990 gminę zamieszkiwało 3027 osób, a gęstość zaludnienia wynosiła 61 osób/km² (wśród 1269 gmin Bretanii Bouëxière plasuje się na 177. miejscu pod względem liczby ludności, natomiast pod względem powierzchni na miejscu 80.).